# Тар'єго-де-Серрато
Тар'єго-де-Серрато (ісп. Tariego de Cerrato) — муніципалітет в Іспанії, у складі автономної спільноти Кастилія-і-Леон, у провінції Паленсія. Населення — 538 осіб (2010).
Муніципалітет розташований на відстані близько 180 км на північ від Мадрида, 13 км на південь від Паленсії.

## Демографія
Динаміка населення (INE ):

## Галерея зображень

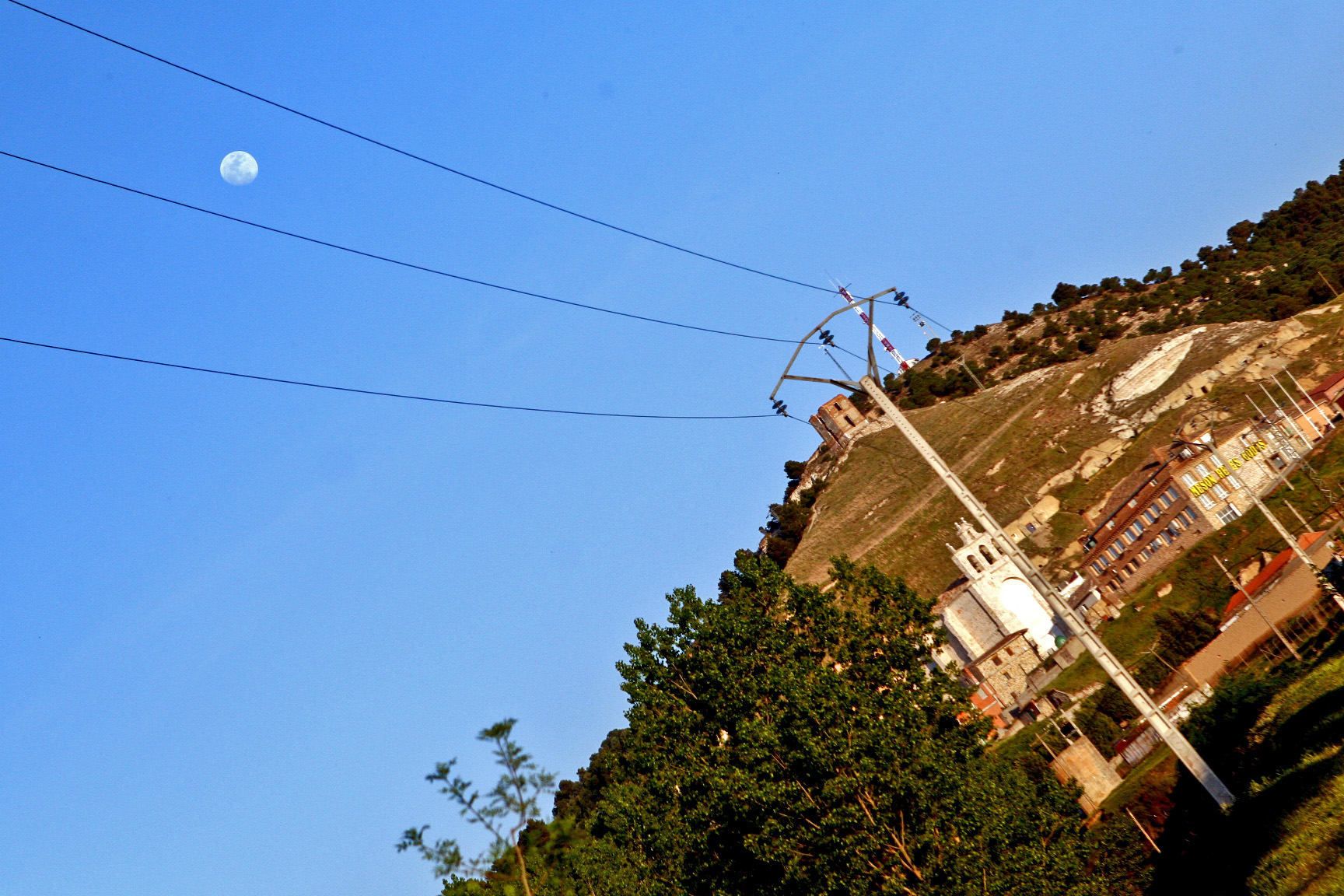
Тар'єго-дель-Серрато